# Symmorphus hoozanensis
Symmorphus hoozanensis är en stekelart som beskrevs av Schulthess 1934. Symmorphus hoozanensis ingår i släktet vedgetingar, och familjen Eumenidae. Inga underarter finns listade i Catalogue of Life.